# Овче поле (Северна Македония)
Вижте пояснителната страница за други значения на Овче поле.
Овче поле (на македонска литературна норма: Овче Поле) е котловина, разположена по течението на градската река на Свети Никола, приток на река Брегалница в централно-източната част на Северна Македония. Административно котловината влиза в община Свети Никола.

## Климат
Климатът в равнината се характеризира като умерен, преходно континентален с горещи и сухи лета и студени зими, с редки остри понижения на температурата. Най-високата регистрирана температура в равнината е 44 °C, а най-ниската – -23 °C. Целогодишно силните ветрове от северозапад, север и югоизток са специфични за региона. Заради тях областта се нарича и „най-ветровитото място на Балканите“. Овче поле е сред най-сухите области в Европа и страда от продължителна засушавания. Средногодишните валежи са 400 – 500 l/m². Средната надморската височина е 200 – 400 m, а най-високо място е Гюрище (856 m). В района на „Алин дол“ при река Мавровица е изграден язовир през 1981 година, който снабдява град Свети Никола с питейна вода.

## История
По време на Първата световна война (14 октомври – 15 ноември 1915 г.) в района на Овче поле се провежда Овчеполската операция на армията на Царство България срещу тази на Кралство Сърбия. Във връзка с тези събития улица в софийския район Възраждане е наречена Овче поле.
По време на българското управление във Вардарска Македония в годините на Втората световна война, Маноил х. Пецев Методиев от Щип е български кмет на Овче поле от 4 октомври 1941 година до 28 ноември 1942 година. След това кметове са Никола Ангелов Бумбарски от Цървища (28 ноември 1942 - 12 април 1944) и Трайко Г. Георгиев от Щип (12 април 1944 - 9 септември 1944).